# 송겸
송겸(宋謙, ? ~ ?)은 중국 후한 말에서 삼국시대 오나라의 장수이다.

## 생애
195년, 손책을 섬기며 곡아 전투에서 손책이 태사자와 싸울 때는 한당(韓當), 황개(黃蓋)와 함께 손책의 경호를 담당했다.
209년, 손권을 따라 합비 전투에 참전하였다.
222년, 유비가 쳐들어 왔을 때, 육손의 지휘하에서 한당, 주연(朱然), 반장(潘璋), 서성(徐盛), 순우단(淳于丹), 손환(孫桓) 등과 함께 유비군을 격파하였다.

## 《삼국지연의》에서의 송겸
방천화극(方天畵戟)의 명수로 불린다.
《삼국지연의》에서의 송겸은 209년, 손권과 함께 합비 전투에 참전했을 때만 등장하였다. 손권에게 도전해온 악진(樂進)을 격파하였으나, 이전(李典)이 쐈던 활에 맞아 전사하였다.

## 같이 보기
- 삼국지 인물 목록